# Blukský mlýn
Blukský mlýn je vodní mlýn v Dolních Černošicích, který stojí na pravém břehu řeky Berounka na jejím 8,3 kilometru.

## Historie
Vodní mlýn byl založen v roce 1523 zbraslavským klášterem „v Dolejších Černošicích″. Převzal název po zaniklé středověké vsi Bluk, připomínané roku 1412. Na konci 18. století vznikla u něj malá ves Blukský Mlýn, která původně měla pouze čtyři domky.
Roku 1774 mlynář Jiří Kotaška přispěl na přestavbu černošického kostela, v polovině 19. století další mlynář dal tento kostel opravit.V roce 1917 koupil mlýn mlynář Jan Brož, který byl člověk velmi pokrokový a 
v roce 1917-1919 postavil elektrárnu, jez, vilu a zrekonstruoval mlýn.

## Popis
Mlýnice a obytný dům jsou pod jednou střechou, ale dispozičně oddělené. Zděný mlýn je jednopatrový, mlýnici má vyšší o menší patro. V roce 1919 vybudoval mlynář Jan Brož elektrárnu a osadil ji 2 Francisovými turbínami.
Zavedl elektrický proud do Horních a Dolních Černošic a Zbraslavi.
Voda k mlýnu vedla z jezu přes stavidlo a odtokovým kanálem se vracela zpět do řeky. V objektu jsou instalovány dvě Francisovy turbíny a dvě Kaplanovy turbíny o výkonu 360 kW s roční výrobou 1,851 GWh. Francisovy turbíny měly v roce 1930 spád 2 x 1,2 metru a výkon 2 x 64 HP.